# Geranium erianthum
Журавець північний (Geranium erianthum) — вид рослини родини геранієві.

## Назва
В англійській мові має назву «герань шерстиста» (англ. woolly geranium).

## Будова
Трав'яниста рослина 50 см заввишки, з яскравими блакитними квітами, що мають темні жилки біля центру. Прикореневі листки 5-20 см завширшки з 7-9 лопатями. Верхні листки з запушеними жилками на нижньому боці не мають черешків. Квіти плоскі 2,5 см завширшки, з майже трикутними пелюстками, зібрані у густе суцвіття.

## Поширення та середовище існування
Зростає у арктичному кліматі Північної Америки та Азії в лісах та суб-альпійських луках.

## Галерея

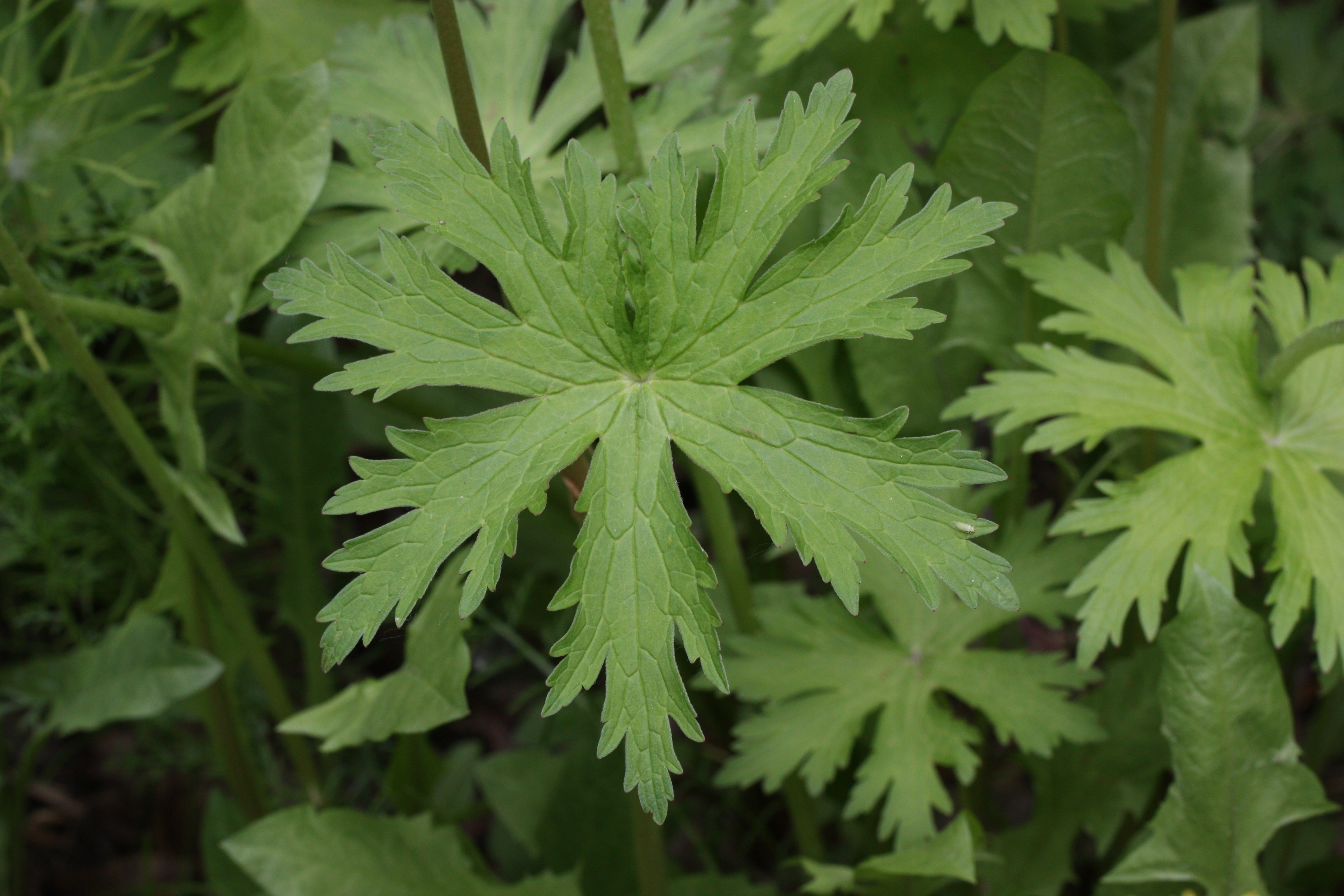
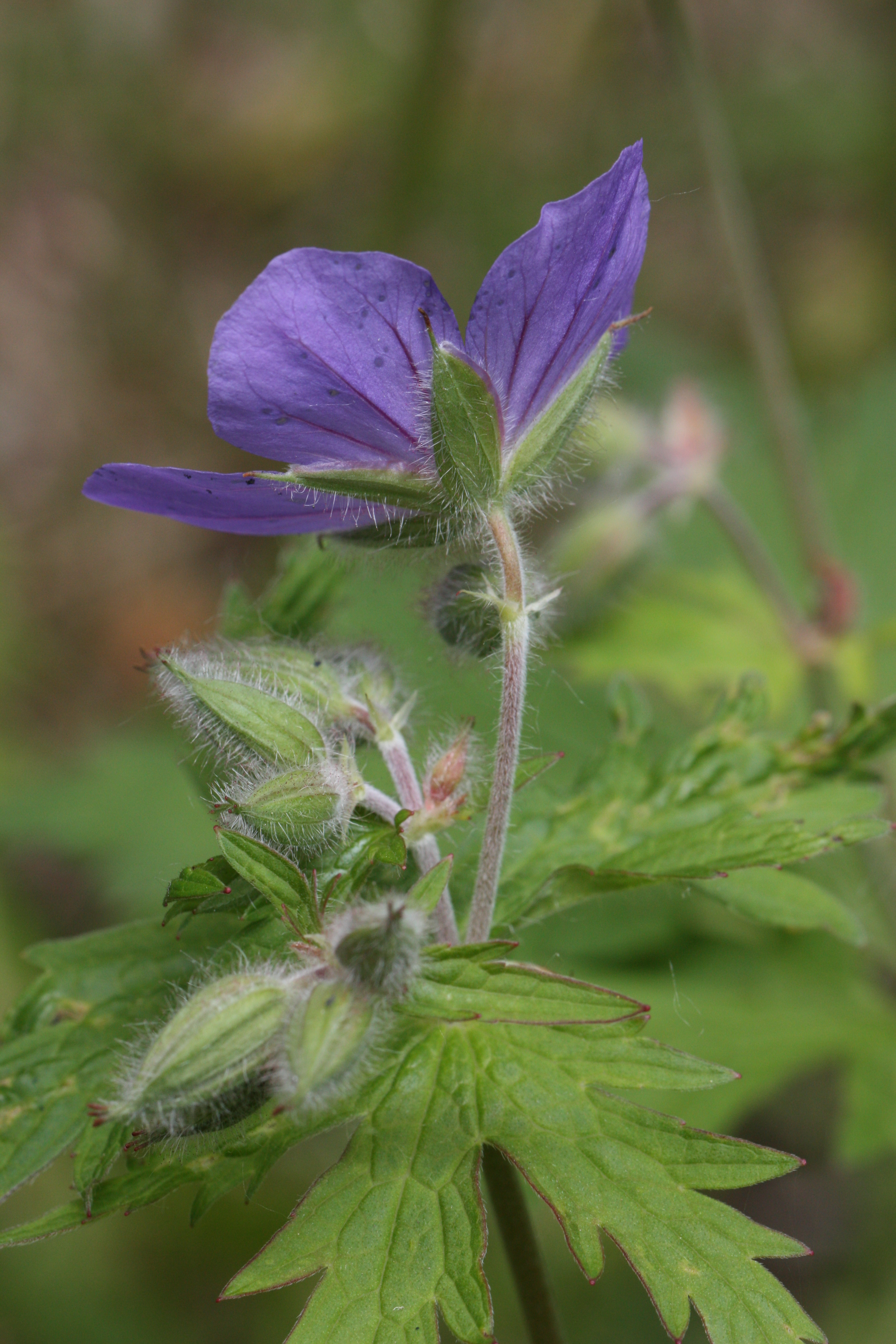
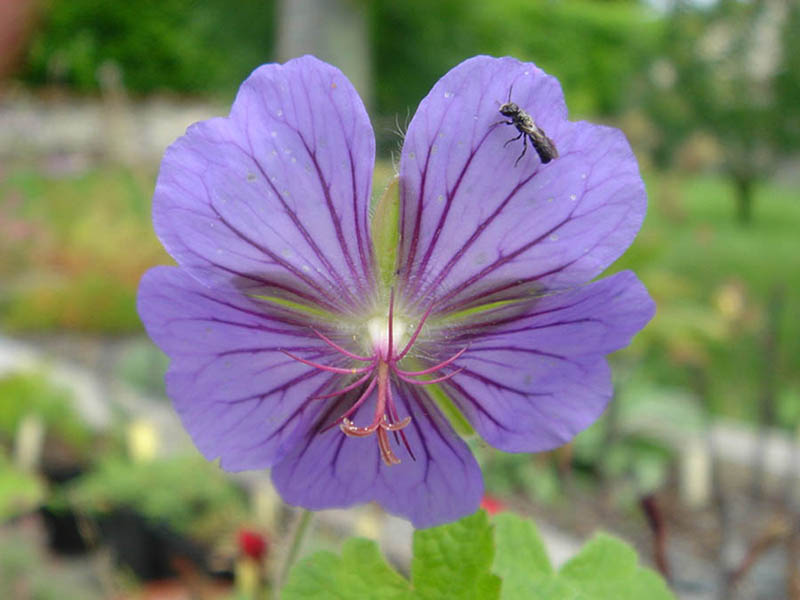
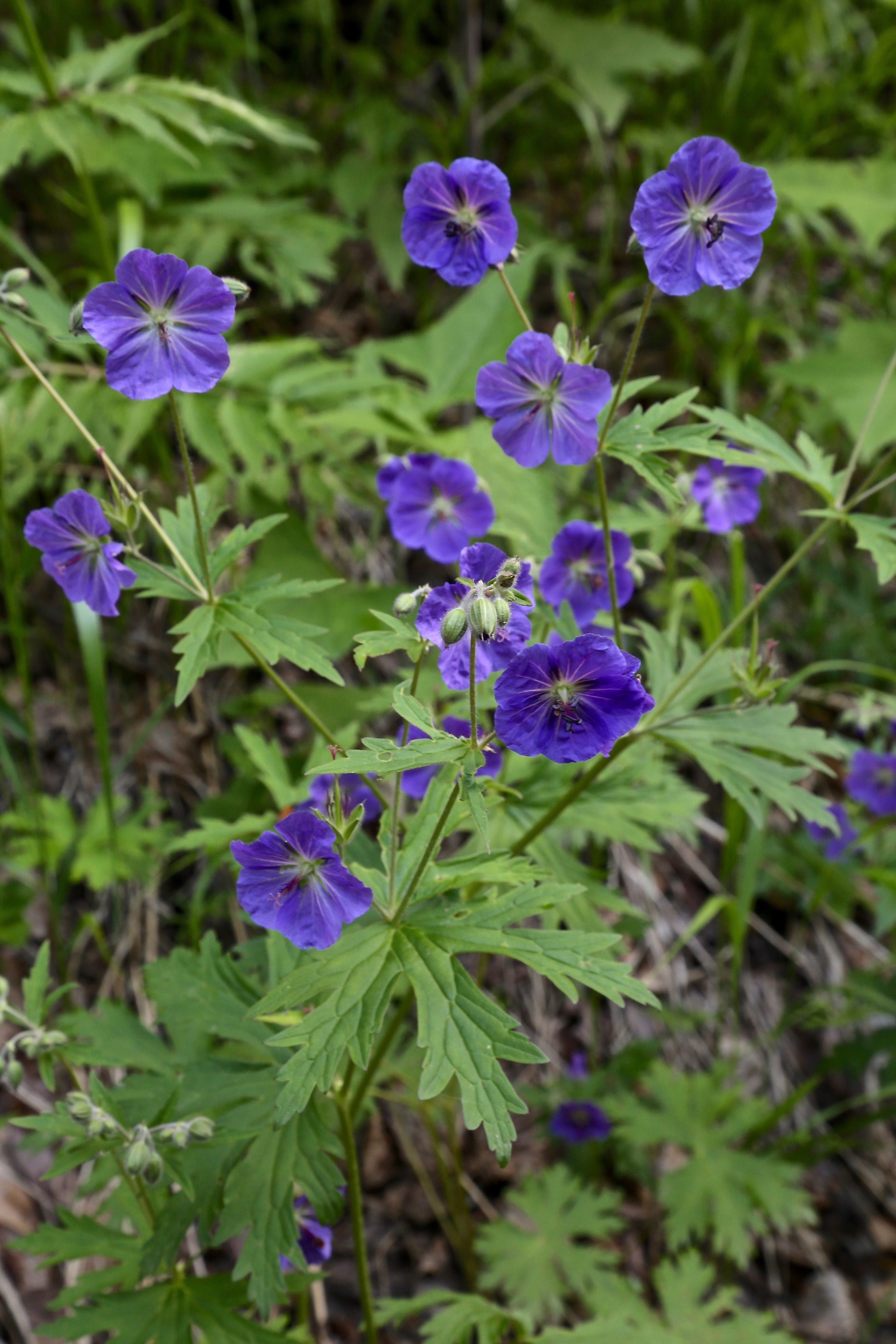